# Cova dels Llops
La Cova dels Llops és una cavitat del terme de Conca de Dalt, al Pallars Jussà, dins de l'antic terme d'Hortoneda de la Conca, en territori de l'antiga caseria dels Masos de la Coma.
Està situada al vessant sud-oest de la Coma d'Orient i dels Masos de la Coma, a migdia del Roc de la Cova dels Llops. És a llevant del Roc del Miqueló i del Clot del Miqueló, a ponent de la Ginebrosa i al nord de les Obaguetes.